# Ortahisar (Trabzon)
Ortahisar ist eine Gemeinde und ein Landkreis der türkischen Provinz Trabzon. Der Bezirk entspricht dem früheren zentralen Landkreis der Provinz. Da die Provinzhauptstadt Trabzon seit 2013 eine Büyükşehir belediyesi ist, ist die Bezeichnung Trabzon dieser Großstadtgemeinde vorbehalten. Gemeinde und Landkreis sind flächen- und einwohnermäßig identisch.
Der Landkreis liegt im Zentrum der Provinz am Schwarzen Meer. Er grenzt im Osten an Yomra, im Süden an Maçka, im Westen an Akçaabat, die Nordgrenze bildet die Schwarzmeerküste mit der Provinzhauptstadt. An der Küste entlang verläuft die Europastraße 70, von Süden kommend trifft in Trabzon die E 97 darauf. Parallel dazu fließt der Değirmendere Çayı (auch Kalyan Deresi) nach Norden und mündet im Osten der Stadt ins Meer.
Der Name bezieht sich auf einen Ortsteil und Hügel im Stadtgebiet von Trabzon.
Der alte zentrale Landkreis (Merkez İlçe) bestand (bis) Ende 2012 aus der Provinzhauptstadt und weiteren sieben Belediye (Stadtgemeinden): Akoluk, Akyazı, Çağlayan, Çukurçayır, Gürbulak, Pelitli und Yalıncak. Des Weiteren existierten noch 36 Dörfer (Köy). Alle Dörfer und die sieben Belediye wurden im Zuge der Verwaltungsreform in Mahalle (Stadtviertel, Ortsteile) überführt, so deren Anzahl von 74 auf 85 stieg. Den Mahalle steht ein Muhtar als oberster Beamter vor.

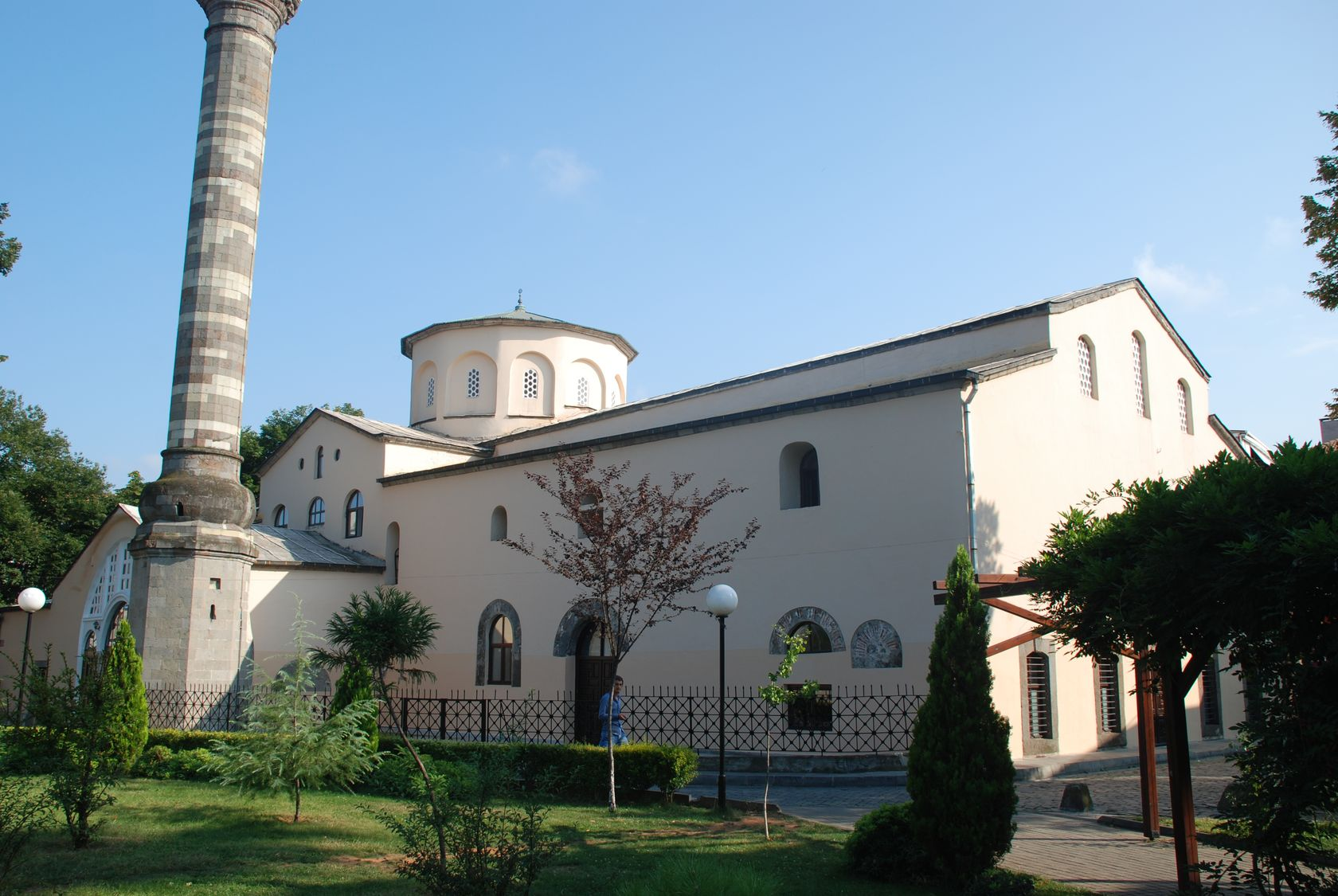
Moschee in Ortahisar